# Casa de les Dominiques
La Casa de les Dominiques és un habitatge al nucli de Borredà (Berguedà) catalogat en l'Inventari del Patrimoni Arquitectònic de Catalunya. Casa entre mitgeres estructurada en planta baixa i dos pisos superiors, cobert a dues aigües amb el carener principal, orientada a llevant. L'edifici fou projectat com a hospital de pobres però les obres no varen poder acabar-se a partir del projecte inicial i fou necessari comprar un habitatge i adequar-lo a funcions sanitàries i d'acolliment. Actualment funciona com a casa de repòs i convivència de la comunitat de monges dominiques de l'anunciata que l'han arranjat i restaurat. Al costat de ponent l'edifici compta amb un ampli pati i una zona enjardinada.
El 1790 el rector Jaume Palmerola i els seus habitants de la vila varen demanar al rei Carles IV d'Espanya permís per a construir un edifici destinat a l'acolliment de malalts i pobres, en uns anys en què el nucli urbà de la vila era molt actiu i densament poblat. Tot i que el permís fou concedit, les obres no varen poder realitzar-se degut a un llarg plet que enfrontà la junta amb la família Vilardell que al·legava drets sobre el pati. S'habilità un edifici antic i l'hospital funcionà des de mitjan s. XIX. La casa era coneguda com a Cal Cristòfol. El 1890 s'hi instal·laren les germanes dominiques que fundaren l'escola de nenes.